# Plaça Major d'Aiguafreda
La plaça Major d'Aiguafreda és una plaça pública del municipi d'Aiguafreda (Osona). Les cases històriques que l'envolten formen part, en el seu conjunt, de l'Inventari del Patrimoni Arquitectònic de Catalunya.

## Descripció
A la plaça hi ha un conjunt de cases conservades des del segle XVII. S'han reformat, però encara queda alguna finestra i portals dovellats o bé amb llindes en les quals hi ha explicitats el nom de l'antic propietari, la data de la casa i els instruments de treball que utilitzava. Pel que fa a les cases realitzades durant aquest segle XXI i el segle passat, s'ha respectat la tipologia tradicional. Són cases de planta baixa i dos o tres pisos, entre mitgeres i amb teulada a dos vessants. Tenen finestra de traceria més aviat senzilla, rematada per un arc conopial. Presenten decoració floral als muntants i a banda i banda de l'arc.

## Història
Aquesta plaça fou el primer que es va edificar al pla de les Ferreries. Actualment, en resten pocs testimonis perquè els edificis s'han reformat. Destaca una finestra que pertany a una de les primeres cases que es construïren a Aiguafreda. Amb la construcció d'una capella l'any 1675 s'inicià en aquest indret la formació del nucli urbà, el qual anys després s'independitzà de la parròquia mare d'Aiguafreda de Dalt. En aquest segle es va enderrocar l'església i fou substituïda per l'actual.